# Mecosaspis odzalensis
Mecosaspis odzalensis är en skalbaggsart som beskrevs av Jean François Villiers 1968. Mecosaspis odzalensis ingår i släktet Mecosaspis och familjen långhorningar. Inga underarter finns listade i Catalogue of Life.